# Domingo de Soto

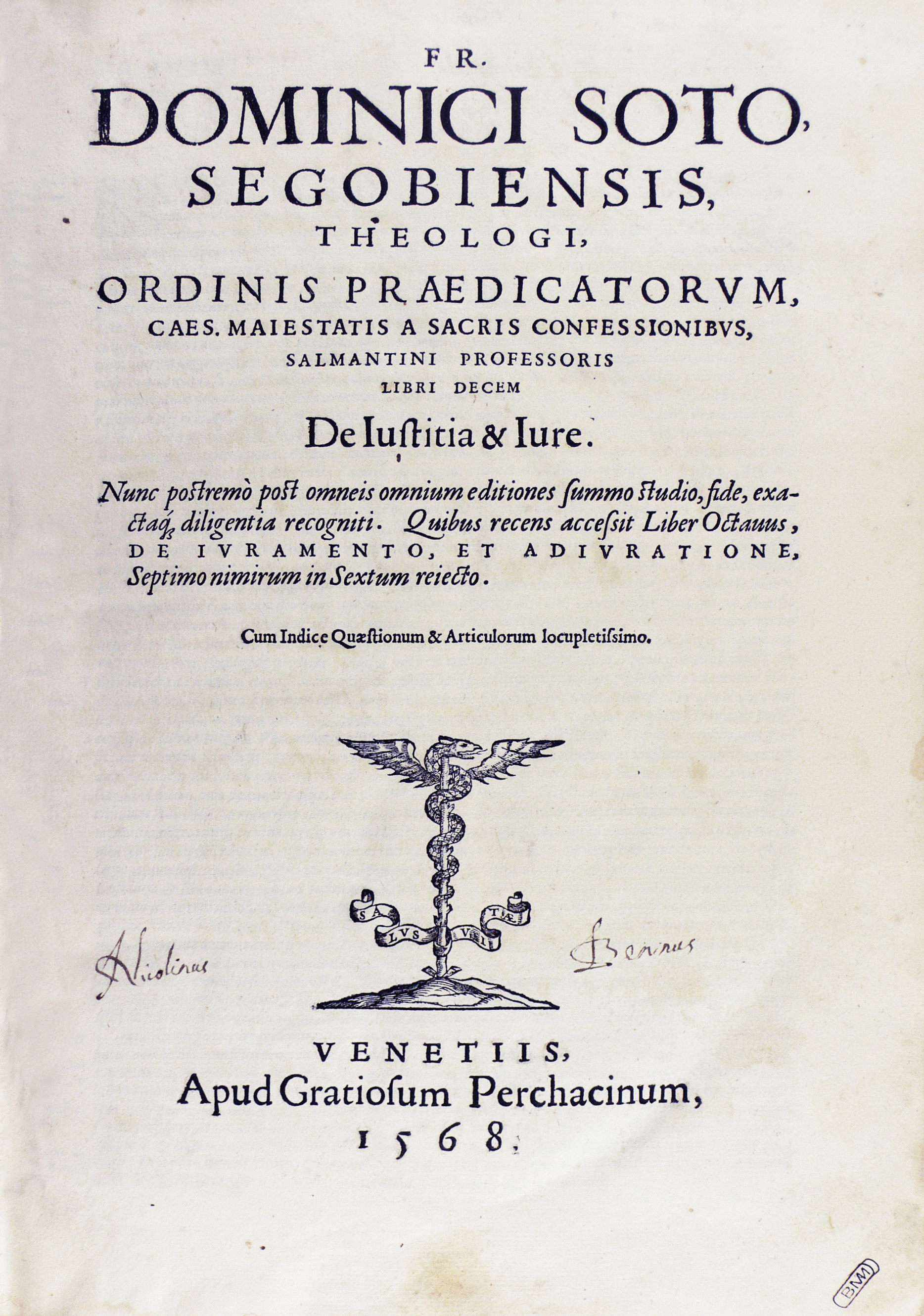
De iustitia et iure, 1568.

Domingo de Soto (Segòvia, 1494 — Salamanca, 1560) va ser un teòleg castellà de l'orde dominicà.
Deixeble de Francisco de Vitoria, va estudiar a Alcalà i a París. Va ser professor a Salamanca, on destacà la seva influència del tomisme i l'aristotelisme. Va ser confessor del rei Carles V i un expert en dret i teologia. Va participar en el Concili de Trento com a teòleg i es va destacar per diversos estudis sobre temes tan diversos com lògica, filosofia, metafísica, física i dret. La seva obra De iustitia et de iure (1557) el converteix en un dels creadors del dret internacional. També va escriure De natura et gratia libri tres (1547) i In libros sententiarum commentarii (1579). En l'obra Deliberación en causa de los pobres (1545), Soto surt en defensa de la causa dels pobres i dels seus drets. I va participar en el gran debat sobre els pobres del segle xvi amb Juan de Robles.